# Leptocaris armatus
Leptocaris armatus är en kräftdjursart som beskrevs av Lang 1965. Leptocaris armatus ingår i släktet Leptocaris och familjen Darcythompsoniidae. Inga underarter finns listade i Catalogue of Life.